# Langbroich

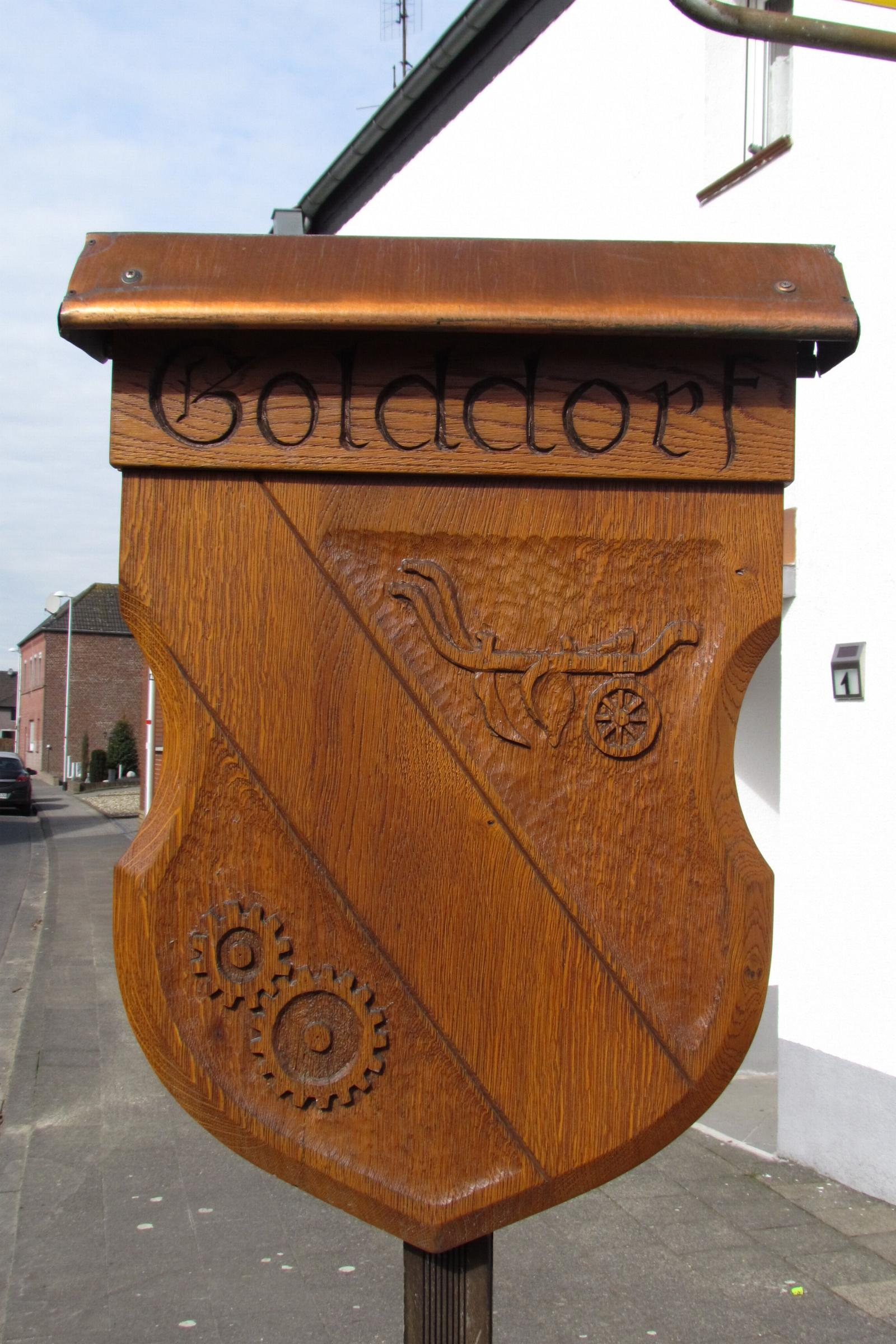
Golddorf Langbroich

Langbroich ist ein Ortsteil der Gemeinde Gangelt im Kreis Heinsberg in Nordrhein-Westfalen.

## Geographie

### Lage
Langbroich liegt circa vier Kilometer nördlich von Gangelt an den Kreisstraßen 3 und der 17. In der Nähe des Ortes befindet sich am Saeffelbach das Naturschutzgebiet Höngener- und Saeffeler Bruch.

### Gewässer
Bei Starkregen und bei Schneeschmelze fließt das Oberflächenwasser aus den Bereich Langbroich in den Saeffeler Bach (GEWKZ 2818222) und dann weiter über den Rodebach in die Maas. Der Saeffelbach hat eine Länge von 12,747 km bei einem Gesamteinzugsgebiet von 47,479 km².
Die Quelle des Saeffelbaches entsprang ursprünglich in Langbroich im Bereich der Gabelung Quellstraße – Brauereistraße.

### Nachbarorte
| Breberen   | Hontem                                      | Nachbarheid |
| Schümm     | Kompassrose, die auf Nachbargemeinden zeigt | Pütt        |
| Hastenrath | Stahe                                       | Kreuzrath   |

### Siedlungsform
Langbroich ist ein zweizeiliges, beidseitig bebautes Straßendorf.

## Geschichte

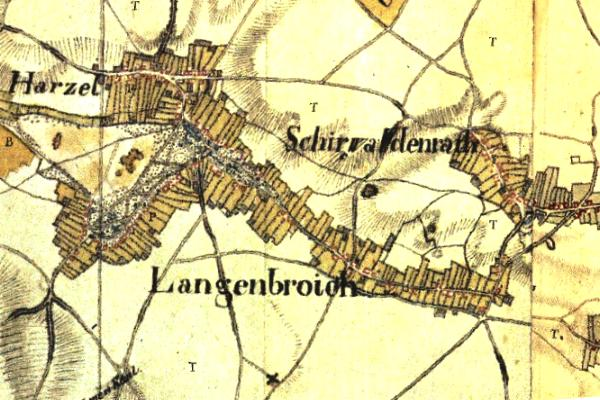
Langbroich auf der Tranchotkarte 1803–1820

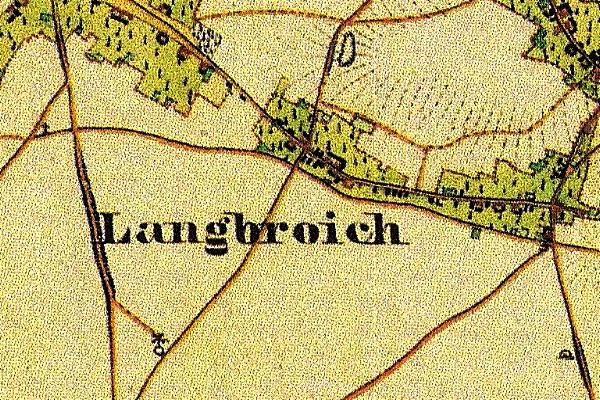
Langbroich auf der Urkatasterkarte von 1846

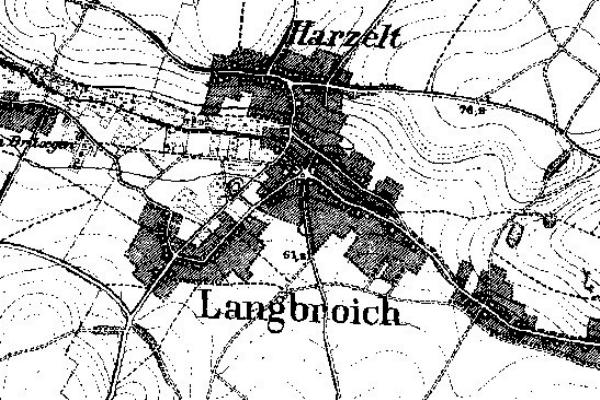
Langbroich auf der Neuaufnahme von 1912

### Ortsname
- 1282 Lunebruch
- 1372 Luynbroich
- 1439 Luynbroick
- 1595 Langenbroich
- 1600/1601 Langebroch
- 1666 Langbroch
- 1819 Lambroich
- 1821 Langenbruch/Langbruch
- Langbro-ek
- ob Langbro-ek

Ortsname
- 1277 apud Arcele/Artcele
- 1592 Hartzell
- 1819 Harzelt
- 1821 Harzel/Harzell

### Ortsgeschichte
Langbroich gehörte früher zum Jülicher Amt Millen. Der Ort wurde teilweise der Bürgermeisterei Gangelt, Kreis Geilenkirchen, und teilweise der Bürgermeisterei Waldfeucht, Kreis Heinsberg zugeordnet. Während ein Teil von Langbroich zur Pfarrgemeinde Gangelt gehörte, war ein anderer Teil mit Harzelt der Pfarrgemeinde Breberen zugeordnet. Ein Gehöft in Langbroich war 1439 ein Heinsberger Lehen. Urkundlich erwähnt ist auch das Biermannslehen. Langbroich und Harzelt sind seit je her nur durch den Saeffelbach getrennt, der viele Jahre Gemeinde- und Kreisgrenze bildete.
Langbroich hatte 1828 insgesamt 533 Einwohner, 1852 waren es 492 Einwohner. Am 31. Dezember 2023 zählte Langbroich 687 und Harzelt 184 Einwohner. Ein Teil von Langbroich bildete mit den Orten Harzelt und Schierwaldenrath die Gemeinde Schierwaldenrath. Ein anderer Teil gehörte zur Gemeinde Gangelt. Mit dem Gesetz zur Neugliederung von Gemeinden des Selfkantkreises Geilenkirchen-Heinsberg vom 24. Juni 1969 wurde die Gemeinde Schierwaldenrath am 1. Juli 1969 in die Gemeinde Gangelt eingegliedert.
Beim Wettbewerb Unser Dorf hat Zukunft hat Langbroich wiederholt teilgenommen. So wurde der Ort mit der Goldmedaille auf Kreisebene, mit der Bronzemedaille auf Landesebene ausgezeichnet. Das Dorf nennt sich zu Recht Golddorf.

### Kirchengeschichte

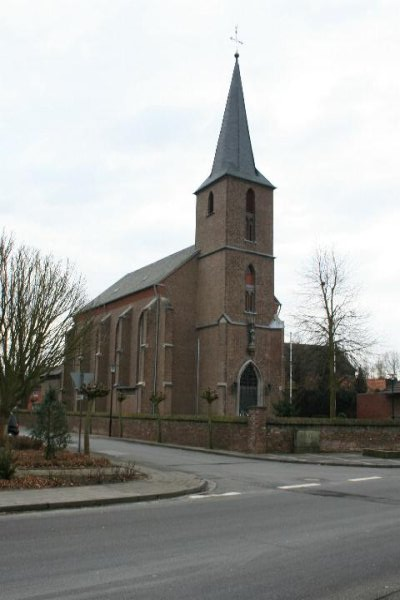
Katholische Pfarrkirche

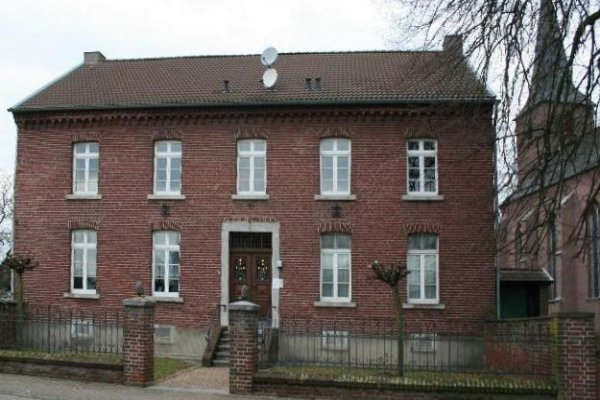
Pfarrhaus

Die Pfarre St. Mariä Empfängnis setzt sich aus den Orten Langbroich und Harzelt zusammen und ist seit 1855 eigenständig. Die Bevölkerung besteht zum größten Teil aus Katholiken.
Im Zentrum des Dorfes befindet sich die 1859 fertiggestellte ortsbildprägende Kirche St. Mariä Empfängnis.
Nahe der Kirche erinnert ein Denkmal an die Gefallenen des Ersten und Zweiten Weltkriegs.
Der Ort Langbroich gehörte ursprünglich zum einen Teil zur Pfarre Gangelt und zum anderen Teil zur Pfarre Breberen. Nach 1815 bildete der zur Bürgermeisterei Gangelt gehörende Teil von Langbroich einen Schulverband mit dem benachbarten Ort Harzelt, der zur Bürgermeisterei Waldfeucht und zur Pfarre Breberen gehörte. 1852 richteten die Bewohner beider Orte ein Gesuch an den Erzbischof von Köln zur Errichtung einer selbstständigen Pfarrei. Am 8. Dezember 1855 wurde die Pfarre St. Mariä Empfängnis errichtet. Erster Pfarrer war Hubert Schrammen. Ab 1925 gehört die Pfarre zum Dekanat Gangelt.
Im Zuge der Pfarrgemeindereformen im Bistum Aachen wurde die ehemals eigenständige katholische Pfarrgemeinde St. Mariä Empfängnis Langbroich in die Weggemeinschaft der katholischen Pfarrgemeinden Gangelt eingegliedert.

### Schulwesen

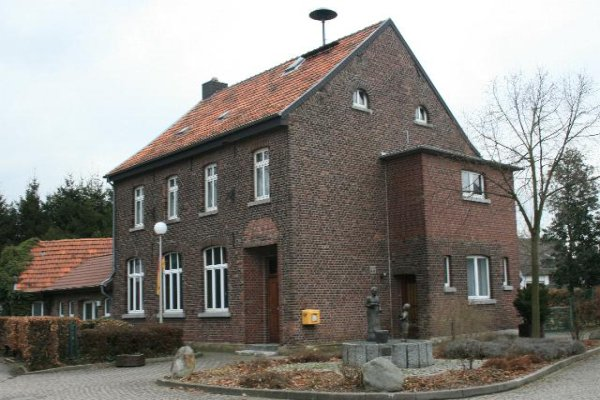
Alte Schule

- Volksschule Langbroich, 1925: 1 Klasse, 1 Stufe, 1 Lehrerstelle, 40 Kinder
- Volksschule Langbroich, 1965: 1 Klasse, 1 Lehrerstelle, 40 Kinder
- Volksschule Harzelt, 1965: 1 Klasse, 1 Lehrerstelle, 41 Kinder
- Im Rahmen einer Schulreform wurden die beiden Schulen mit Ende des Schuljahres 1969 aufgelöst.

## Politik
Gemäß § 3 (1) e) der Hauptsatzung der Gemeinde Gangelt bilden die Orte Langbroich und Harzelt einen Gemeindebezirk. Der wird durch einen Ortsvorsteher im Gemeinderat der Gemeinde Gangelt vertreten. Ortsvorsteher des Gemeindebezirks ist seit 2015 Harry Himpel. (Stand 2015)

## Infrastruktur
- Am 31. Dezember 2018 zählte Langbroich 693 und Harzelt 181 Einwohner
- Es existieren mehrere landwirtschaftliche Betriebe mit Tierhaltung, ein Versicherungsvertreter, eine Tischlerei und eine Möbelschreinerei, ein Möbelgeschäft mit Möbelversand, ein Unternehmen für Bau- und Wohndesign, ein Küchenstudio, ein Fliesenfachgeschäft, ein zahntechnisches Labor und mehrere Kleingewerbebetriebe.
- Die örtliche Tennisanlage befindet sich an der Straße von Langbroich nach Brüxgen und besitzt 4 Tennisplätze und ein Clubheim. Die ehemalige Traglufthalle wurde Opfer eines Orkans. Der Tennisverein TC Langbroich, der die Anlage pflegt und nutzt, hat zurzeit 118 Mitglieder. Amtierender erster Vorsitzender ist Norbert Benders.
- An dem Feldweg zwischen Langbroich und Schierwaldenrath befinden sich zwei außerhalb der Dörfer gelegene Sportplätze. Der Sportplatz an der Schierwaldenrather Straßenseite besitzt zum einen eine zu großen Teilen verfallene Tribüne, dafür jedoch zum anderen eine herausragende Flutlichtanlage, welche 2011 von einem niederländischen Verein lediglich gegen Selbstabholung erstanden wurde. Diese ersetzte die zuvor häufig defekte bestehende Flutlichtkonstruktion. Der Platz an der Langbroicher Straßenseite verfügt über ein Clubheim und ist komplett von Hügeln und Bäumen eingekreist. Die Plätze wurden bis 2012 vom Fußballverein SVG Langbroich Schierwaldenrath genutzt. Seit 2012 wurde der Verein Eintracht Birgden in diesen Zusammenschluss aufgenommen. Die heutige Nutzung erfolgt im Spielbetrieb der SVG Birgden Langbroich Schierwaldenrath im Wechsel mit der Sportanlage in Birgden.
- Das ehemalige Schulgebäude dient seit mehreren Jahrzehnten als Jugendheim. In der 1. Etage hat die St. Salvator-Schützenbruderschaft einen Versammlungsraum eingerichtet. Die Förderung der Tradition steht dabei im Mittelpunkt.
- Bis 2007 wurde das an die Kirche angrenzende Gebäude als Dorfzentrum für die meisten Ortsveranstaltungen genutzt. Zurzeit sind die Räumlichkeiten an einen Modelleisenbahnverein vermietet.
- Seit 2007 hat der Bürgertreff die Rolle des kulturellen Zentrums eingenommen. Er verfügt über eine 84 m² große Bühne und einen 252 m² großen Hauptraum und kann neben den Vereinsveranstaltungen auch privat gemietet werden. Der Keller des Bürgertreffs verfügt über eine moderne Schießanlage.
- Der Ort hat Anschluss an das Radverkehrsnetz NRW.
- Zeitweise besaß Langbroich zwei Spielplätze, einen direkt neben der Kirche, einen im Neubaugebiet. Der Spielplatz an der Kirche wurde 2013 eingeebnet und zu einem kleinen Fußballplatz mit einem Tor umgestaltet.
- In Richtung Kreuzrath befindet sich außerhalb des Dorfes der örtliche Friedhof.

## Sehenswürdigkeiten

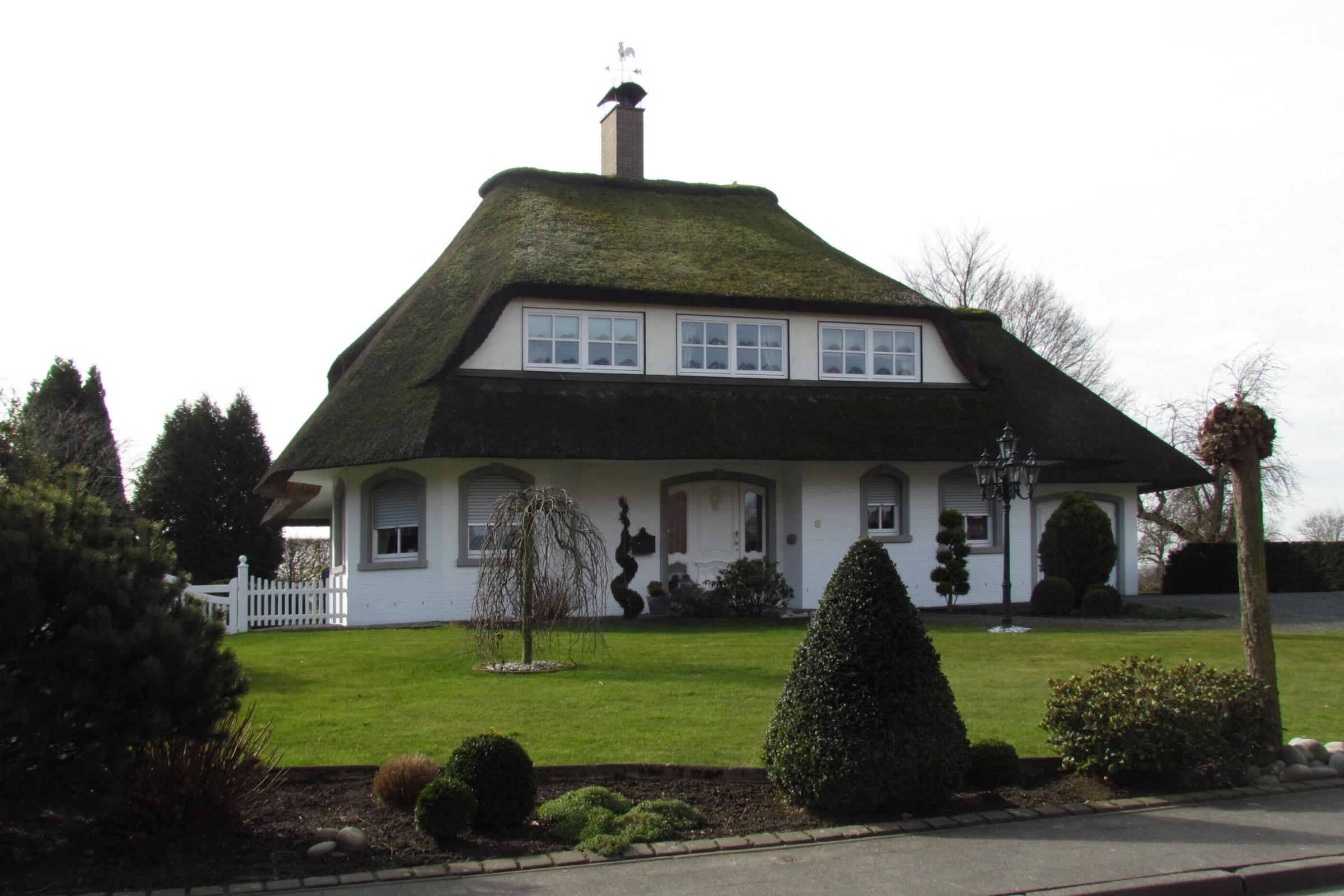
Reetdachhaus

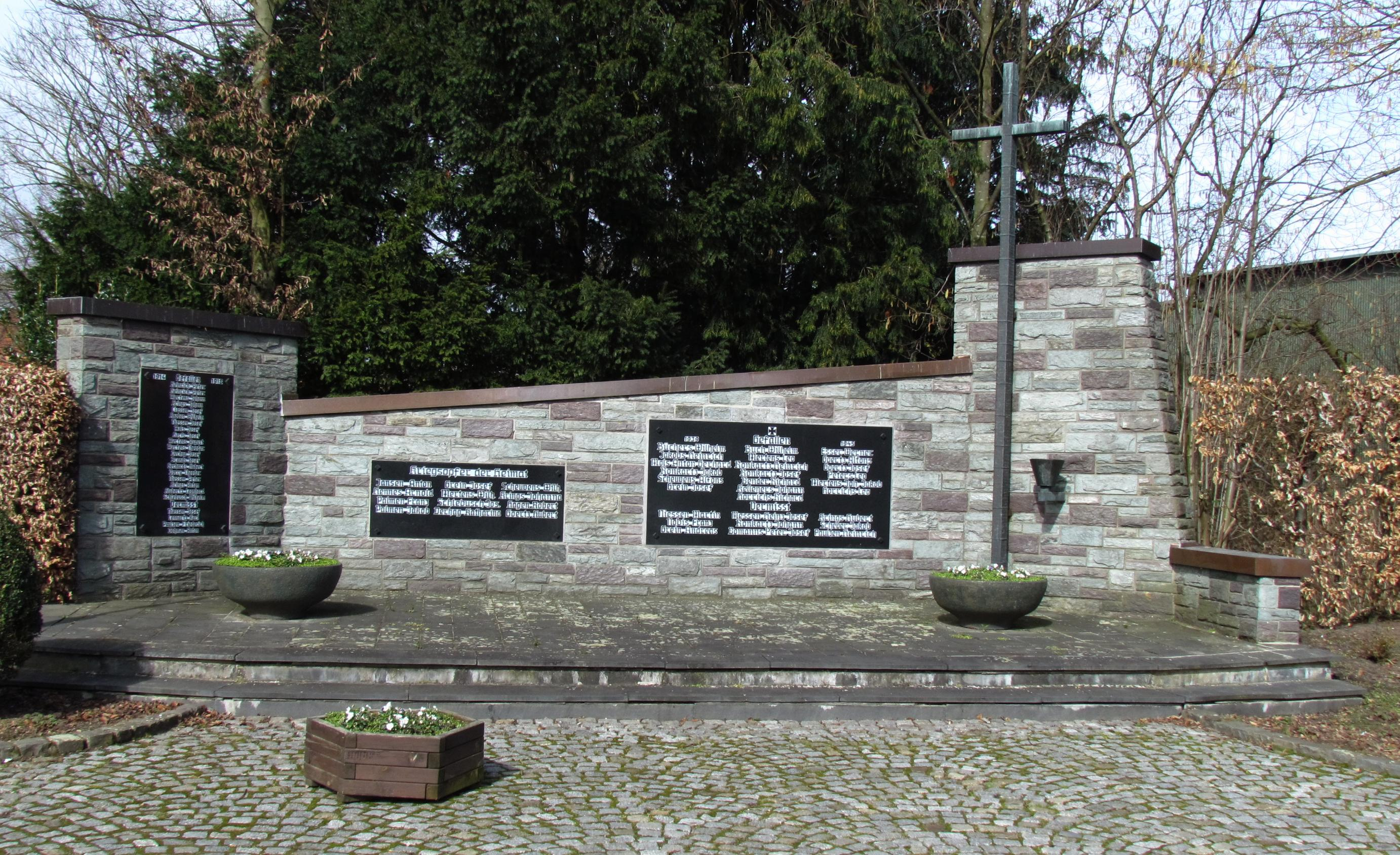
Kriegerdenkmal

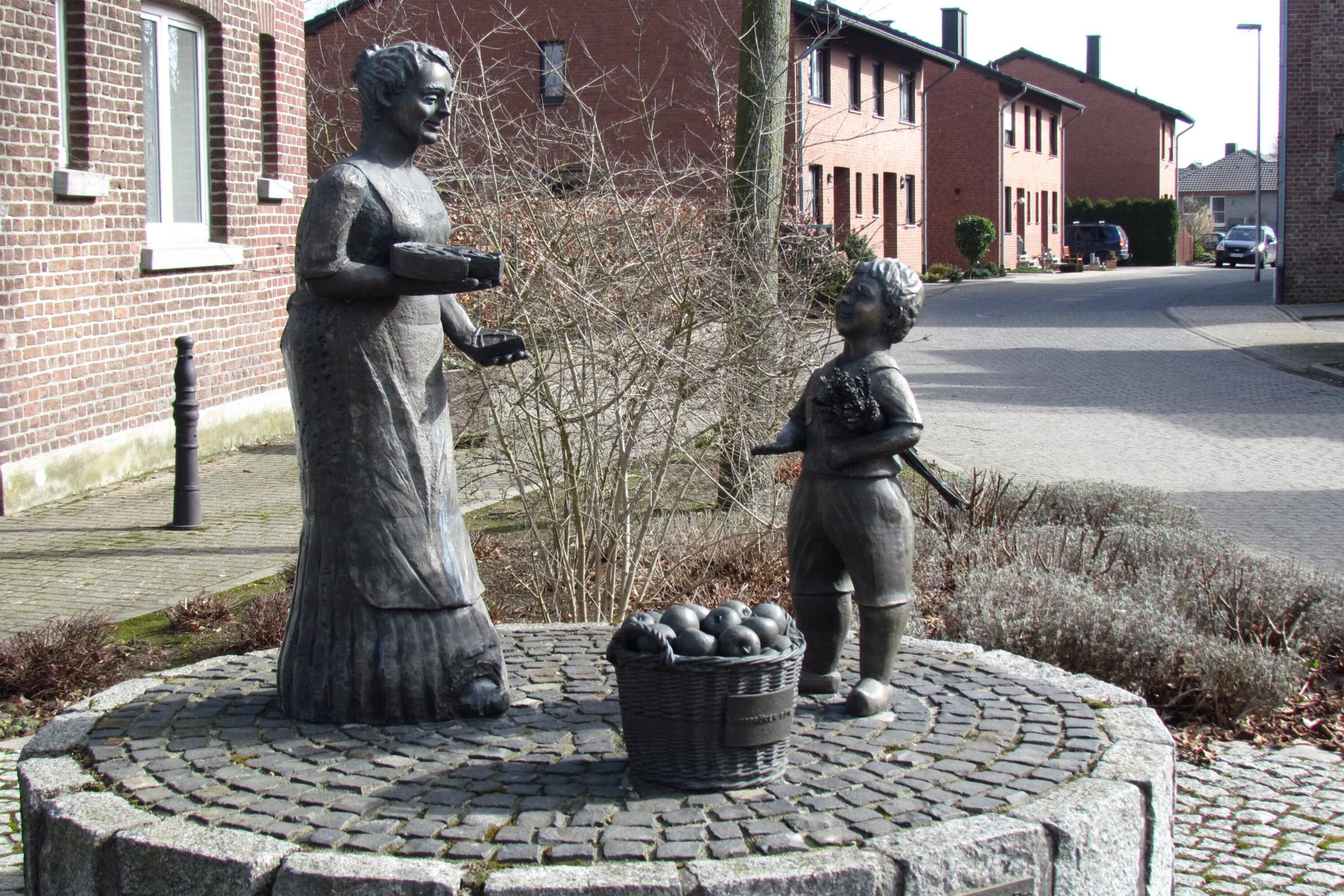
Skulpturen in der Ortsmitte

- Katholische Pfarrkirche St. Mariä Empfängnis Langbroich als Denkmal Nr. 44. Eine Kopie des Letzten Abendmahls von Leonardo da Vinci, geschaffen von C. Maintz und P. Quirin, ist einmalig im Rheinland.
- Buntverglasung in der katholischen Pfarrkirche[9]
- Kapelle in der Friedhofsmauer als Denkmal Nr. 47
- Kapellchen in Langbroich als Denkmal Nr. 46
- Wohnhaus in Langbroich, als Denkmal Nr. 45

Kreuzesdarstellung von Kurt Preuss

- Kreuzesdarstellung von Kurt PreussWohnhaus mit Schmiede als Denkmal Nr. 58
- Ehemalige Volksschule, als Denkmal Nr. 69

Neben der Vielzahl an eingetragenen Denkmälern befindet sich am zentralen Dorfplatz hinter der Kirche das Kriegerdenkmal, das an die Verstorbenen, Gefallenen und Vermissten der beiden Weltkriege erinnert. Außerdem steht dort das „Wahrzeichen“ des Dorfes, eine Bronzeabbildung der „Langbröker dicken Flaa“. Auf diesem Platz werden gelegentlich Messen der katholischen Pfarrkirche St. Mariä Empfängnis gefeiert. Weiterhin findet dort zur Kirmes und Schützenfesten die Parade statt.

## Vereine
- Freiwillige Feuerwehr Gangelt, Löscheinheit Langbroich-Harzelt
- St. Salvator Schützenbruderschaft Langbroich-Harzelt e. V.
- Trommler- und Pfeifercorbs Edelweiß Langbroich-Harzelt e. V.
- Instrumentalverein Langbroich-Harzelt e. V.
- KV Langbröker Dicke Flaa e. V.
- Spielvereinigung SVG Birgden, Langbroich, Schierwaldenrath
- Frauengemeinschaft Langbroich
- Tennisclub Langbroich e. V.
- Taubenverein Langbroich-Harzelt e. V.
- Jugendgruppe Alte Schule Langbroich
- Teufelskerle Langbroich
- Langbröker Selfkanttheater
- Sozialverband VdK Deutschland Ortsverband Birgden betreut Langbroich
- Modell Eisenbahn Freunde Gangelt e. V.

## Regelmäßige Veranstaltungen
- Vogelschuss der Bruderschaft
- Patronatsfest und Kirmes in Langbroich
- St. Martin-Umzug in Langbroich
- Karnevals-Umzug in Langbroich, einer der größten in der Region, mit anschließender After-Zuch-Party
- Karnevalistischer Bunter Abend für Jung und Alt, Veranstalter Frauengemeinschaft
- Große Karnevalssitzung und Kindersitzung der Langbröker Dicke Flaa
- Kostümball der Freiwilligen Feuerwehr
- Im jährlichen Wechsel richten die Vereine TC Langbroich e. V. und SVG Birgden Langbroich Schierwaldenrath 2012 e. V. (ehemals SVG Langbroich Schierwaldenrath) ein beliebtes Ortsturnier in der jeweiligen Sportart aus. Die konkurrierenden Teams stammen nahezu alle aus den Dörfern Langbroich, Schierwaldenrath und Harzelt. Häufigster Gewinner der Wanderpokals ist die Jugendgruppe Alte Schule (Stand 2013).
- Tag der offenen Tür, Modell Eisenbahnfreunde Gangelt
- Modelleisenbahn- und Spielzeugbörse, Bürgerhalle

## COVID-19-Pandemie
Vermutlich wurde in Folge einer Karnevalssitzung im Ortsteil Langbroich, an der ein infiziertes Ehepaar teilnahm, die erste bekannte größere Ausbreitung der COVID-19-Pandemie in Deutschland verursacht.

## Verkehr

### Autobahnanbindung
| BAB | Streckenabschnitt        | Anschlussstelle | Entfernung |
| --- | ------------------------ | --------------- | ---------- |
| A46 | Heinsberg – Düsseldorf   | AS Heinsberg    | 10 km      |
| A44 | Aachen – Mönchengladbach | AS Aldenhoven   | 25 km      |
| A4  | Aachen – Köln            | AS Weisweiler   | 35 km      |

### Bahnanbindung
Ab Bahnhof Geilenkirchen (ca. 10 km Entfernung)
| Linie | Linienbezeichnung | Linienverlauf                              |
| ----- | ----------------- | ------------------------------------------ |
| RE 4  | Wupper-Express    | Aachen–Mönchengladbach–Düsseldorf–Dortmund |
| RB 33 | Rhein-Niers-Bahn  | Aachen–Mönchengladbach–Krefeld–Duisburg    |

### Busanbindung
Die AVV-Linien 423, 434, 472 und 474 der WestVerkehr verbinden Langbroich an Schultagen mit Gangelt, Geilenkirchen und Heinsberg. 
Zudem verkehrt der Multi-Bus seit dem 9. Juni 2024 kreisweit erweitert und zu einheitlichen Bedienzeiten. Mehr Informationen gibt es bei WestVerkehr.
| Linie | Verlauf |
| ----- | --- |
| 423   | (Stahe – Niederbusch) / (Kreuzrath – Birgden – Schierwaldenrath – Langbroich) – Birgden Schule oder Breberen Grundschule – (Schümm ←) Kievelberg – Hastenrath – Gangelt – Mindergangelt – Gangelt Bf – Vinteln – Langbroich                                                            |
| 434   | Geilenkirchen Bf – Bauchem – Niederheid – Hatterath – Gillrath – Birgden – Schierwaldenrath Bf – Langbroich – Schümm – Brüxgen – Breberen – Saeffelen – Heilder – Höngen |
| 472   | Heinsberg Busbf – Schleiden / (Aphoven – Laffeld – Scheifendahl – Erpen) – Straeten – Waldenrath – Birgden (– Schierwaldenrath – Langbroich – Vinteln – Gangelt) |
| 474   | Heinsberg Busbf – (Aphoven – Laffeld –) Selsten – (Braunsrath – Löcken – Schöndorf – Obspringen – Brüggelchen) / Hontem – Waldfeucht – Bocket – Saeffelen / Abzw. Nachbarheid ← Breberen – (Harzelt ← Langbroich ←) (Kievelberg – Hastenrath) / (Brüxgen – Schümm) / Vinteln – Gangelt |

## Straßennamen
Die Straßennamen Langbroichs lassen sich aufteilen in die Straßen des alten Langbroichs und des Neubaugebietes.
Neubaugebiet:
- Am Bendenfeld
- Am Saeffelbach
- An der Sandgrube
- Grüner Weg

Neubaugebiet "Am Esel":
Josef-Preußen-Ring
Die restlichen Straßen heißen:
- Brauereistraße
- Im Erlenbruch
- Im Heggen
- Im Winkel
- Mittelstraße
- Quellstraße
- Schulsteg